# دهستان پالاموسه
دهستان پالاموسه (به لاتین: Palamuse Parish) یک دهستان در استونی است که در شهرستان یوگوا واقع شده‌است.

## خصوصیات
دهستان پالاموسه ۲۱۶ کیلومترمربع مساحت و ۲٬۵۰۹ نفر جمعیت دارد.